# نی‌نواز هاملین (فیلم ۱۹۸۶)
«نی‌نواز هاملین» (انگلیسی: The Pied Piper) یک فیلم است که در سال ۱۹۸۶ منتشر شد.